# 해병대 전력사령부
해병대 전력사령부(Marine Corps Forces Command (MARFORCOM)), 옛 대서양 해병대는 버지니아주 노퍽 해군기지에 본부를 둔 미국 해병대의 대서양 지역 작전부대이다.

## 임무
미국 해병대 전력사령부, 사령관(COMMARFORCOM)은 대서양함대 해병군 사령관으로서 출항한 해병대 전력을 지휘하고, 해병대와 해군 간의 융합 운용 조치 및 조율과 함대전력사령부 사령관에게 자문한다.

## 역사
1992년 7월 13일, 대서양 해병대로 창설되었다.
2006년, 해병대 전력사령부가 개편되었다.
2007년, 미국 남부 해병대는 미국 남부사령부의 해병대 근무구성사령부로서 분리되었다.

## 산하 부대

### 현재
- 본부 및 근무대대
- 제2해병원정군 (II MEF)
- 해병대 안보협력단 (MCSCG)
- 해병대 경비전력연대 (MCSFR)
- 화생물학사건대응대 (CBIRF)

### 이전
- 블라운트섬 사령부, 해병대 시설사령부 동부시설대로 넘어감
- 노르웨이 해병원정여단 (MCPP-N)
- 미국 유럽 해병대, 미국 유럽 사령부로 넘어감
- 미국 남부 해병대, 미국 남부사령부로 넘어감

## 기록

### 소속
- 대서양 사령부, 19??년
- 합동전력사령부, 1999년 10월 7일
- 해병대 본부, 2011년 9월 1일

### 계보
- 1992년 7월 13일, Marine Corps Forces, Atlantic (MARFORLANT)→대서양 해병대
- 2006년, Marine Corps Forces Command (MARFORCOM)→해병대 전력사령부

## 같이 보기
- 미국 육군 전력사령부
- 미국 함대전력사령부